# بی‌ام‌سی سوئیس
بی‌ام‌سی سوئیس (انگلیسی: BMC Switzerland) شرکت دوچرخه‌سازی سوئیسی است، که در سال ۱۹۸۶ تأسیس شد.